# Ruktus
Als Ruktus (auch Ruktation, Eflation oder Ructus, lateinisch Ructatio) bezeichnet man die Abgabe der bei der mikrobiellen Verdauung im Pansen entstehenden Gärungsgase bei Wiederkäuern. Fachsprachlich wird auch das Aufstoßen von Magengasen (Rülpsen) beim Menschen als Ructus bezeichnet.
Die Auslösung dieses Reflexes erfolgt über den zehnten Hirnnerv, den Nervus vagus. Das im Pansen entstehende Gas besteht zu 60 % aus Kohlenstoffdioxid (CO2) und zu 40 % aus Methan. Es wird durch eine Kontraktion des rückenseitigen Pansensacks während eines B-Zyklus der Pansenmotorik zur sich reflektorisch öffnenden Speiseröhrenmündung transportiert. Von dort gelangt es über eine Antiperistaltik der Speiseröhre in den Rachen. Da das Gaumensegel bei diesem Vorgang den Weg in die Maulhöhle verschließt und auch das Maul geschlossen ist, gelangt das Gas zunächst in die Lunge. Hier wird das Kohlendioxid teilweise resorbiert, wodurch infolge der Erhöhung des CO2-Partialdrucks im Blut eine Folge schneller Atembewegungen ausgelöst wird, über die das Kohlendioxid letztlich abgeatmet wird. Ein Ruktus erfolgt etwa zweimal pro Minute, wobei bei einem erwachsenen Hausrind etwa 200 Liter Pansengase täglich abgegeben werden.
Um die Menge des klimaschädlichen ruktuierten Methans zu vermindern, werden seit einigen Jahrzehnten Versuche unternommen, dessen Bildung im Pansen zu vermindern. Dabei zeigten die erhöhte Fütterung von Kraftfutter, der Zusatz von Fetten, Saponinen oder Tanninen und die Impfung gegen die methanbildenden Archaebakterien vielversprechende Ergebnisse.